# داون-بروین (پنسیلوانیا)
داون-بروین (به انگلیسی: Devon-Berwyn) یک منطقهٔ مسکونی در ایالات متحده آمریکا است که در پنسیلوانیا واقع شده‌است. داون-بروین ۵٬۰۶۷ نفر جمعیت دارد.